# Хоби ТВ
Хоби ТВ е български телевизионен канал.
Каналът официално стартира първото си излъчване на 1 ноември 2006 г. Профилът на медията е развлекателен. Каналът е част от мрежата на Булсатком. Телевизията има специализиран профил - лов, риболов, домашни любимци, авто-мото, моделизъм, екстремни и други хобита.
Регистрацията на програмата е прекратено през 2013 г. по искане на собственика на канала.
Каналът спира излъчване при Булсатком през декември 2023 г. и се заменя от друг канал Ловно-рибарски клуб.